# Francesco Lamon
Francesco Lamon (Mirano, 5 de febrero de 1994) es un deportista italiano que compite en ciclismo en las modalidades de pista, especialista en la prueba de persecución por equipos, y ruta.
Participó en tres Juegos Olímpicos de Verano, obteniendo dos medallas en la prueba de persecución por equipos, oro en Tokio 2020 (junto con Simone Consonni, Filippo Ganna y Jonathan Milan)  y bronce en París 2024 (junto con Simone Consonni, Filippo Ganna y Jonathan Milan), y el sexto lugar en Río de Janeiro 2016, en la misma prueba.
Ganó seis medallas de bronce en el Campeonato Mundial de Ciclismo en Pista entre los años 2017 y 2023, y ocho medallas en el Campeonato Europeo de Ciclismo en Pista entre los años 2016 y 2024. En los Juegos Europeos de Minsk 2019 obtuvo dos medallas de plata, en las prueba de persecución por equipos y kilómetro contrarreloj.

## Medallero internacional
| Juegos Olímpicos   | Juegos Olímpicos         | Juegos Olímpicos  | Juegos Olímpicos        |
| Año                | Lugar                    | Medalla           | Competición             |
| ------------------ | ------------------------ | ----------------- | ----------------------- |
| 2020               | Tokio (Japón)            | Medalla de oro    | Persecución por equipos |
| 2024               | París (Francia)          | Medalla de bronce | Persecución por equipos |
| Campeonato Mundial |                          |                   |                         |
| Año                | Lugar                    | Medalla           | Competición             |
| 2017               | Hong Kong (China)        | Medalla de bronce | Persecución por equipos |
| 2018               | Apeldoorn (Países Bajos) | Medalla de bronce | Persecución por equipos |
| 2020               | Berlín (Alemania)        | Medalla de bronce | Persecución por equipos |
| 2021               | Roubaix (Francia)        | Medalla de oro    | Persecución por equipos |
| 2022               | Saint-Quentin (Francia)  | Medalla de plata  | Persecución por equipos |
| 2023               | Glasgow (Reino Unido)    | Medalla de plata  | Persecución por equipos |
| Juegos Europeos    |                          |                   |                         |
| Año                | Lugar                    | Medalla           | Competición             |
| 2019               | Minsk (Bielorrusia)      | Medalla de plata  | Persecución por equipos |
| 2019               | Minsk (Bielorrusia)      | Medalla de plata  | 1 km contrarreloj       |
| Campeonato Europeo |                          |                   |                         |
| Año                | Lugar                    | Medalla           | Competición             |
| 2016               | Saint-Quentin (Francia)  | Medalla de plata  | Persecución por equipos |
| 2017               | Berlín (Alemania)        | Medalla de plata  | Persecución por equipos |
| 2018               | Glasgow (Reino Unido)    | Medalla de oro    | Persecución por equipos |
| 2019               | Apeldoorn (Países Bajos) | Medalla de plata  | Persecución por equipos |
| 2020               | Plovdiv (Bulgaria)       | Medalla de plata  | Persecución por equipos |
| 2020               | Plovdiv (Bulgaria)       | Medalla de bronce | Madison                 |
| 2023               | Grenchen (Suiza)         | Medalla de oro    | Persecución por equipos |
| 2024               | Apeldoorn (Países Bajos) | Medalla de bronce | Persecución por equipos |

1. 1 2  Compitió en la ronda de clasificación.

## Palmarés

### Pista
2014-2015
- Campeonato de Italia en Puntuación

2015-2016
- 3.º Campeonato Europeo Madison sub-23 (con Simone Consonni)

2016-2017
- Campeonato de Italia en Puntuación
- 2.º en el Campeonato Europeo Persecución por Equipos sub-23 (con Filippo Ganna, Simone Consonni y Davide Plebani
- 2.º en el Campeonato Europeo en Persecución por equipos (con Michele Scartezzini, Simone Consonni y Filippo Ganna)
- Copa del Mundo de Pruszkowo (Polonia) en Persecución por Equipos (con Davide Plebani, Liam Bertazzo y Filippo Ganna)
- 3.º en el Campeonato Mundial Persecución por Equipos (con  Liam Bertazzo, Simone Consonni y Filippo Ganna)

2017-2018
- 3.º en el Campeonato Mundial Persecución por Equipos (con  Liam Bertazzo, Simone Consonni y Filippo Ganna)
- 2.º en el Campeonato Europeo en Persecución por equipos (con Michele Scartezzini, Liam Bertazzo, Simone Consonni y Filippo Ganna)

2018-2019
- Campeonato de Italia en Madison (conMichele Scartezzini)
- Campeonato de Italia en Omnium
- Campeonato Europeo en Persecución por equipos (con Filippo Ganna, Elia Viviani y Michele Scartezzini)
- Copa del Mundo de Hong Kong (Hong Kong) en Persecución por Equipos (con Davide Plebani, Liam Bertazzo y Filippo Ganna)

2019-2020
- Campeonato de Italia en Madison (con Michele Scartezzini)
- 2.º en el Campeonato Europeo en Persecución por equipos (con Filippo Ganna, Simone Consonni y Davide Plebani)

2021
- Campeonato Olímpico en Persecución por Equipos (con Filippo Ganna, Simone Consonni y Jonathan Milan)